# M/S Baldur

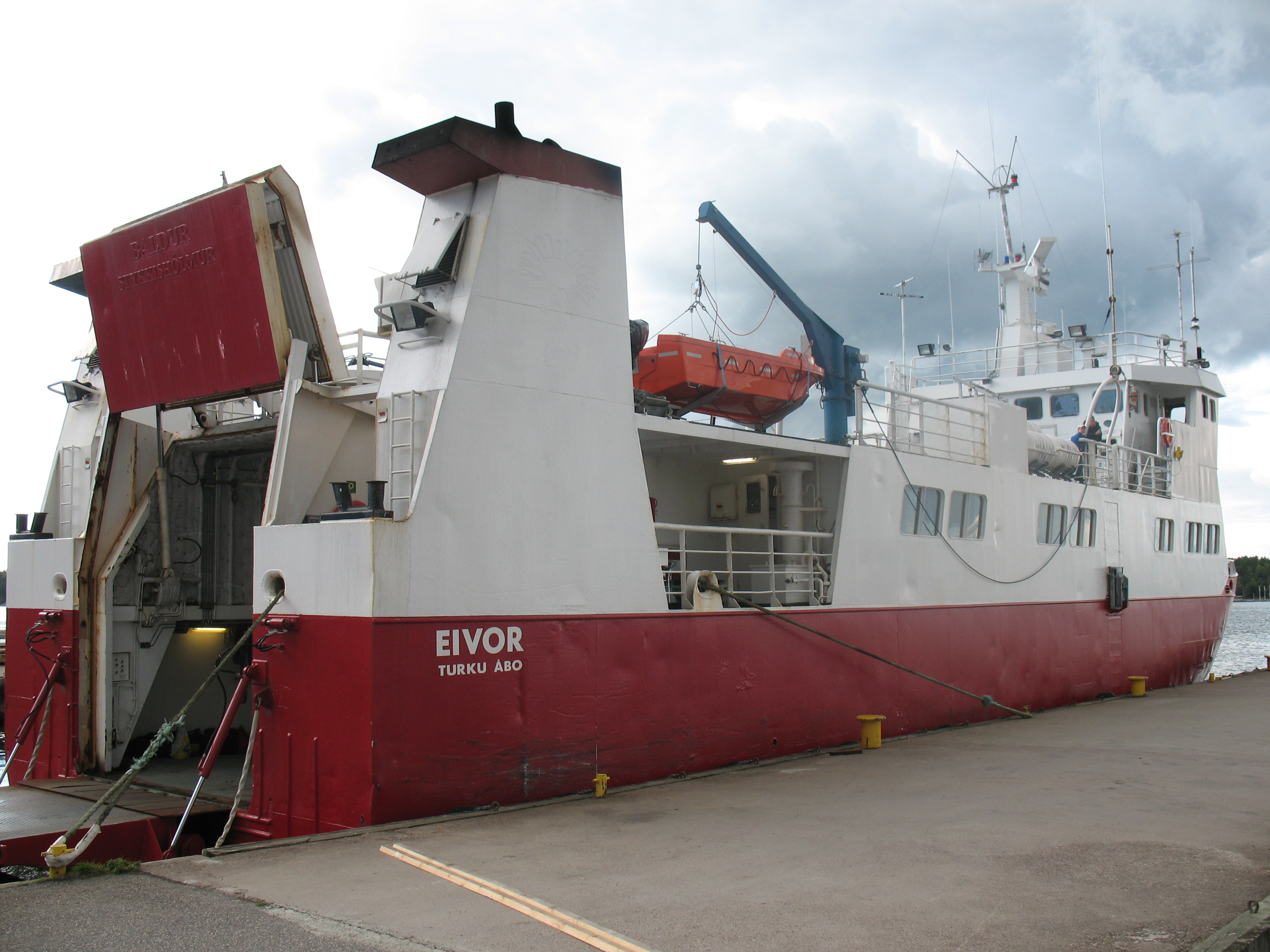
M/S Baldur (jako M/S Eivor) v přístavu Pärnäs

M/S Baldur (původně Baldur, později M/S Eivor, označením IMO 8712582) je finský trajekt pro přepravu cestujících a automobilů. Eivor je v současnosti (2021) provozován v Ostrovním moři na trase Pärnäs – Berghamn – Nötö – Aspo – Jurmo – Utö.
Loď byla postavena na Islandu loděnicemi Thorgeir & Ellert roku 1990. Až do roku 2006 bylo plavidlo provozováno pod jménem Baldur v okolí islandského přístavu Stykkishólmur. Roku 2006 jej zakoupila společnost Rosita sídlící ve finském městě Turku a nasadila pod názvem Eivor na linku Utörutten na ostrov Utö. Od roku 2018 je loď v majetku společnosti Saariston Meritie Oy, která zajišťuje dopravu v rámci konsorcia Utön Liikenne na stejné trase. Na přelomu let 2019/20 byl v rámci opravy kvůli přísnějším ekologickým normám vyměněn motor a loď zároveň přemalována a přejmenována na původní název Baldur.
Baldur má délku 39,40 m a může pojmout až 195 cestujících a 19 osobních automobilů, které mohou vjet na palubu z obou stran lodi (zepředu i zezadu). Na palubě je i restaurace. Přeprava osob na lince Pärnäs – Utö je bezplatná.